# Gilson Ricardo
Gilson Francisco Borsato, conhecido como Gilson Ricardo (Petrópolis, 4 de outubro de 1948 — Rio de Janeiro, 22 de janeiro de 2023) ou Gilsão foi um radialista e comentarista esportivo brasileiro, Gilson trabalhou na Rádio Globo por 35 anos. Durante esse período, apresentou diversos programas, como Toca Tudo, Panorama Esportivo e Globo Cidade, além de comandar transmissões de futebol, nas quais também era repórter de campo e, algumas vezes, narrador. Desde 2015 na Rádio Tupi, Gilson foi também comentarista de TV, atuando na CNT Rio de Janeiro, Band Rio e SBT Rio ao lado de Gerson "Canhotinha de Ouro" e de José Carlos Araújo, o Garotinho.

## Carreira
Gilson nasceu em Petrópolis, RJ em 1948, começou a trabalhar aos 12 anos e depois de alguns anos passou a trabalhar como balconista de farmácia, parando para servir ao exército e retornando depois do período no quartel. Gilson gostava de narrar jogos de futebol de botão que fazia com seu primo e um vizinho escutava suas narrações e, sabendo de um concurso promovido pela Rádio Difusora de Petrópolis para locutor, inscreveu Gilson e o avisou. Gilson, mesmo sem qualquer experiência anterior, participou do concurso e venceu, tendo sua carteira assinada pela rádio aos 19 anos para narrar jogos de futebol na região, no campeonato local (Internacional, Petropolitano, Carangola, Rio Branco, Serrano...). Um dia, o comunicador que fazia o programa Peça Direto, de 12h às 14h, passou mal e Gilson o substituiu. Com o falecimento do titular, Gilson assumiu o horário e daí sua carreira mesclou o trabalho como comunicador com as narrações de futebol de campo e de salão.
No final de 1976, Waldir Amaral escutando a Rádio Difusora ouve Gilson narrando um jogo de futebol de salão e fica impressionado com sua narração e fácil comunicação. Na SEG pela manhã, Waldir procura Walmir Bento, morador de Petrópolis, amigo de Gilson e operador de áudio do comunicador Haroldo de Andrade e pede o telefone de contato da emissora, onde podia falar com Gilson. Na terça-feira, Waldir liga e convida Gilson (que apenas acredita ser realmente Waldir quando este cita o seu amigo Valmir Bento) para ir ao RJ no dia seguinte. Waldir propõe um período de teste de 60 dias para Gilson, que iria cobrir o Botafogo e acompanhar alguns jogos de menor porte como narrador, mas sem se desligar da Rádio Difusora. Após 40 dias, Waldir contrata Gilson em definitivo e coloca seu nome artístico (Gilson Ricardo), pois achava que Borsato não era um nome forte para o rádio. Gilson Ricardo, então com 28 anos, passou a integrar a poderosa equipe esportiva da Rádio Globo, como repórter de campo, sendo adjetivado de Repórter "Esperto" (cada um tinha um adjetivo específico) cobrindo o Botafogo, ao lado de Kléber Leite (repórter principal), Loureiro Neto, o Gigante (cobria o Vasco da Gama), Danilo Bahia, o Dinâmico (acompanhava o Flamengo), Pedro Costa (o de "Todas as Notícias"), Fernando Carlos (o Repórter das "Quentes", que cobria o Fluminense) e outros. Pouco tempo depois, chamou atenção de Mário Luiz, diretor geral da rádio, que procurava um programa para a madrugada de domingo, na folga de Adelzon Alves e Luciano Alves e pensou em Gilson, mas achou que este não aceitaria pelo fato de trabalhar nos jogos a tarde. Gilson aceitou e passou a apresentar o Toca Tudo, sempre na virada do sábado pra domingo, de 00h15min às 6h, que tocava todos os tipos de músicas, pedidas por telefone pelos ouvintes. O Programa durou + de 10 anos, mas Gilson foi titular até o segundo domingo de novembro de 1985. E continuava na equipe esportiva, fazendo os jogos de sábado e domingo a tarde.
Com o retorno de José Carlos Araújo e Washington Rodrigues (Apolinho) à Rádio Globo, em 1984, Gilson passou a fazer dupla com Eraldo Leite, que veio com os dois da Rádio Nacional e a fazer ponta atrás dos gols, colocando o tradicional microfone da Rádio Globo na "boca" do goleiro nas cobranças de falta do adversário. No triênio 1983-1985, Gilson cresceu muito na rádio e foi indicado para fazer as férias de Luciano Alves no seu programa diário, sem deixar de participar das coberturas esportivas e de fazer seu Toca Tudo semanal. Gilson sempre trabalhou demais na Rádio Globo. Num domingo de 1984, Gilson apresentou cinco programas: 1. Toca Tudo na madrugada, 2. O Pré-Jornada (não lembra o nome, de 13h30min às 14h); 3. A abertura da jornada esportiva, das 14h até o início dos jogos; 4. Os Craques da Informação (normalmente apresentado por Kléber Leite), de 21h às 21h30min e o Panorama Esportivo, na época de 23h05 às 23h30min.
Em novembro de 1985, com a morte prematura do famoso comunicador Waldir Vieira, foi designado para apresentar o programa dominical deste, de 6h às 10h (seu Toca Tudo passou a ser apresentado por Robson Alencar, da Rádio Mundial), com destaque para o quadro Momento Bomobm, de 9h às 10h, quando distribuía muitos prêmios para a criançada. Gilson distribuía muitos brindes para os ouvintes dos patrocinadores da sua cidade, principalmente da Rua Teresa. Além de integrar a equipe esportiva, fazia programas noturnos na Rádio, como o Show da Noite e Super Parada Global. Seus programas noturnos e sua participação nas manhãs de domingo duraram pouco mais de um ano e acabaram impedindo Gilson de ir ao México cobrir a Copa do Mundo de 1986 ao vivo. A dupla de trepidantes titulares da Rádio Globo contou com Eraldo Leite e Deni Menezes, este recém contratado da Rádio Nacional e que ficou na Globo até 1994. Luiz de França, que estava retornando da Rádio Globo SP, assumiu as manhãs de domingo a partir do final de 1986, deslocando Gilson Ricardo para o horário seguinte, próximo ao início da jornada esportiva. Gilson também participava do Comando Geral do Carnaval, programas de 6h de duração, com revezamento dos comunicadores. Em 1985, por exemplo, fez a sexta-feira a noite, a madrugada de sábado para domingo e a segunda-feira de carnaval, de 12h às 18h, sempre trabalhando muito, ora na equipe de esportes, ora integrando o seleto e qualificado time de comunicadores da emissora.
Desde 1984 até o começo dos anos 2000, Gilson Ricardo apresentou com enorme qualidade a abertura das jornadas esportivas, principalmente nos finais de semana. Teve alguns outros programas na grade da rádio: Show da Noite, Super Parada Global, S.O.S. Globo, Sacode, Globo Cidade, dentre outros, sempre apresentando com alto astral e um jeito único de comandar programas. Na virada dos anos 1980 para 1990, com a saída de Eraldo Leite para a Rádio Tupi, passou a apresentar o Panorama Esportivo, inicialmente apenas para o Rio de Janeiro e depois, no começo dos anos 2000, integrando as demais praças, no Projeto Globo Brasil. Participou ao vivo (no local) de cinco copas do mundo, incluindo o título de 1994 (EUA) e o vice de 1998 na França. Depois, já nos anos 2000, retomou o famoso Toca Tudo, como um quadro de cerca de 30min, na mesma virada de Sábado para Domingo à meia-noite, mas na abertura do programa Madrugada da Globo, comandado por Robson Aldir. Além da sua competente, intensa e destacada atuação na Rádio Globo, participava de programas de televisão, no Mesa Redonda Rio na CNT. Em 2003, sofreu um infarto.
Após longos 35 anos de destacada atuação na equipe esportiva e como comunicador, Gilson deixou a Rádio Globo, para um novo desafio: a Bradesco Esportes FM, rádio 100% esportiva na qual executava as mesmas funções que exercia na antiga casa seja apresentando programas, fazendo aberturas de jornada esportiva além de comentar e narrar, além de participar do Jogo Aberto e Os Donos da Bola na Band Rio, seja nos comentários ou como apresentador substituto. Em 30 de dezembro de 2013, deixa a Bradesco Esportes e transfere-se para a Transamérica do Rio de Janeiro onde desde fevereiro de 2014, exercia as mesmas funções das duas casas anteriores.
Em agosto de 2014, Gilson vai para o SBT Rio onde participa do segmento esportivo do jornalístico SBT Rio nos comentários ao lado de Gérson e Garotinho. Em 2015, o trio foi contratado pela Super Rádio Tupi.
Em setembro de 2016, Gilson Ricardo começou a apresentar o programa dominical Fala Galera, dentro do Super Futebol Tupi e passou a fazer as férias do Apolinho Washington Rodrigues, sempre com muita qualidade. No SBT, Gilson fez parte do SBT Esporte Rio, acompanhado de Gerson "Canhotinha de Ouro" e do José Carlos Araújo, o Garotinho. O programa era um quadro do jornal SBT Rio (conforme citado acima), mas seis meses após a estreia, atendendo a pedidos do público, ganhou seu próprio espaço nas tardes da emissora. Ainda em 2016, sofreu um AVC. Em 2019, o trio deixou o SBT.
Com a saída de Luiz Ribeiro, Gilson assume o comando do Bola em Jogo, também na Super Rádio Tupi.
No dia 22 de Janeiro de 2023, Gilson como sempre fazia, chegou cedo aos estúdios da Rádio Tupi, apresentou seu programa Bola em Jogo e depois do fim da atração continuou no estúdio, conversou com seus colegas e posteriormente foi embora. Já em casa, no fim da noite, Gilson jantou junto de sua esposa e depois se preparou para dormir, deitou na cama, mas infelizmente quando sua esposa chegou para dormir com ele, já o encontrou sem vida. Gilson Ricardo sofreu um infarto fulminante aos 74 anos.